# Achats périodiques par sommes fixes
L'achat périodique par sommes fixes (Dollar Cost Averaging en anglais, DCA) est une stratégie d'investissement en bourse qui consiste à investir régulièrement une somme toujours identique sur le même support quel que soit l'état du marché. L'objectif de cette stratégie d'investissement est de réduire le risque lié à la volatilité des marchés financiers.

## Paramètres
Deux paramètres sont à déterminer par l'investisseur. La somme invariable qui sera investie et le délai entre chaque investissement. Selon une étude de Bill Jones en 1997, le délai le plus sûr en termes d'équilibre entre retour sur investissement et risque serait de 6 ou 12 mois.

## Calcul du retour sur investissement
En partant du présupposé que le même montant est investi à chaque fois, le retour de l'investissement programmé se calcule ainsi:
{\displaystyle r={\frac {p_{F}}{\widetilde {p_{P}}}}-1,}
où {\displaystyle p_{F}} est le prix final de l'investissement et {\displaystyle {\widetilde {p_{P}}}} est la moyenne harmonique du prix d'achat. Si le délai entre les investissements est faible comparé à la période total d'investissement, alors {\displaystyle {\widetilde {p_{P}}}} peut être estimé par la moyenne harmonique de tous les prix durant la période totale d'investissement.